# Westerhoeven
Westerhoeven is een van de negen kernen van de gemeente Twenterand in de Nederlandse provincie Overijssel. De kern telt ongeveer 160 inwoners. Het zes kilometer lange Vriezenveen was ingedeeld in wijken en de Westerhoeven was wijk VII. Het grenst aan de gemeente Wierden in het zuidwesten en in het noorden aan Hellendoorn.

## Historie
De buurtschap ligt tussen Vriezenveen en Daarlerveen. De oudst gebruikte benaming die in het archief van het Historisch Museum Vriezenveen te vinden is, is de Westere Hoeve in een akte die dateert uit 1740. Tot aan de Tweede Wereldoorlog bestond het gebied vooral uit heide en buntgras dat aan enkele honderden mensen brandstof leverde. Tussen 1938 en 1940 begon een werkloosheidsproject van ontginning en verkaveling dat na de bezettingsjaren werd volbracht. Het veen varieerde van 0 tot anderhalve meter, de dikste veenlaag kwam voor in het noordelijke deel. In 1945 was er korte tijd een stationnetje van de spoorwegen nabij het Overijssels kanaal Almelo-De Haandrik, Stopplaats Westerhoeve, bedoeld om de niet-Vriezenveense arbeiders daar gelegenheid te geven in- en uit te stappen. Voor de ontginning was er nog geen industrie langs het kanaal, zoals metaalbedrijf Coes en Van den Bosch Beton. De Westerhoeven werd pas in de tweede helft van de jaren 1940 aangesloten op het elektriciteitsnet en in 1952 besloot de gemeente om de kern aan te sluiten op de waterleiding. Samen met de Weitemanslanden en De Pollen behoorde de Westerhoeven tot de zogenaamde onrendabele gebieden met betrekking tot de aansluiting op de nutsvoorzieningen.
De plaatselijke hoofdweg heet Westerhoevenweg en telt vier splitsingen, te weten: Kreuzendijk, Buntgrasdijk, Russendijk en Rietdijk. Aan het einde gaat de hoofdweg over in de Stouweweg.

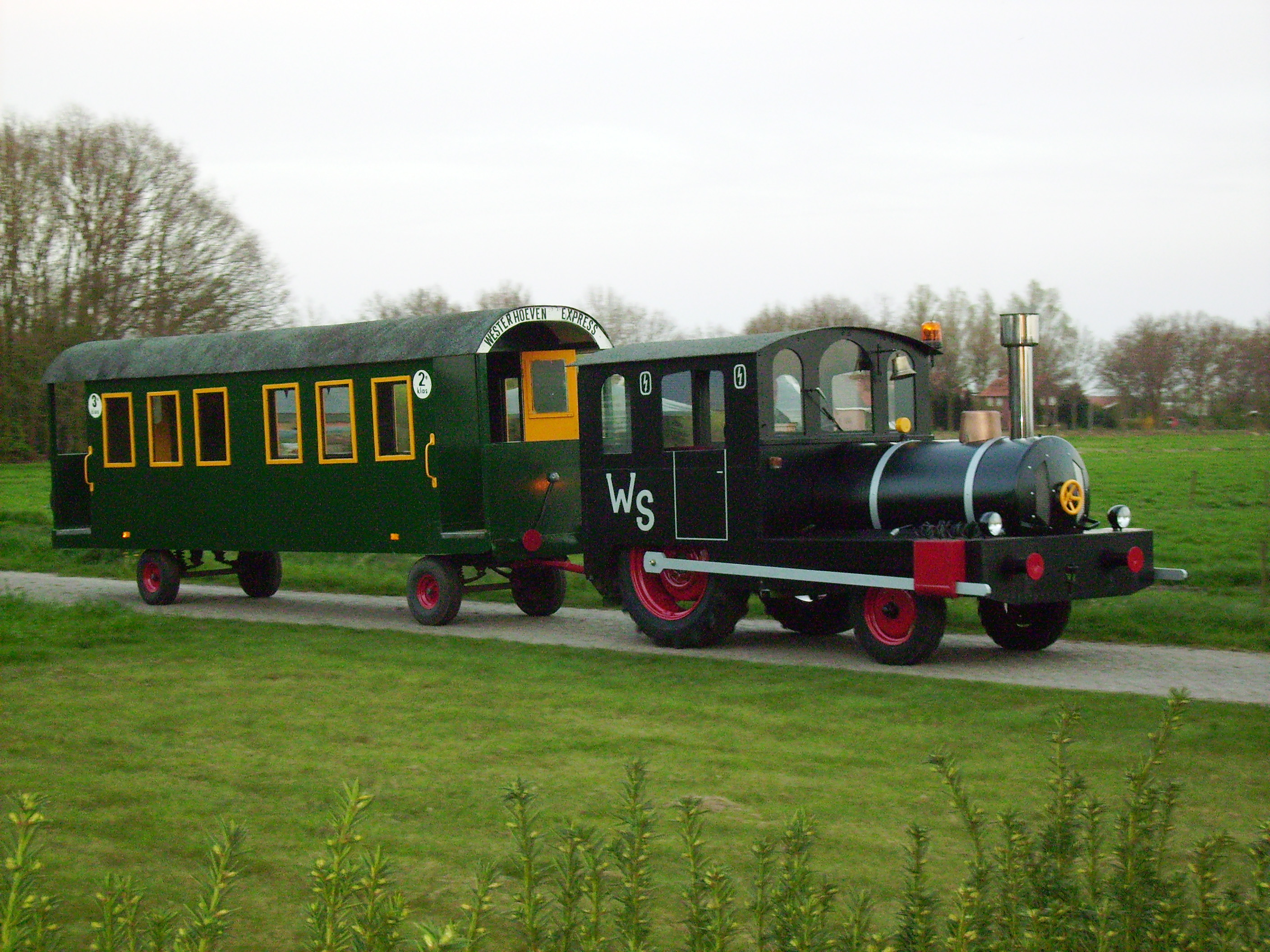
Het treintje Bello, 1985-2006

Deze kern kent industrie en nog enige bedrijvigheid in de agrarische sector. Verder is er sinds 1975 een actieve buurtvereniging. In de jaren 1980 en 1990 deed de buurtvereniging vaak mee aan bevrijdingsoptochten. In 1985 bedachten zij een treintje. Met Bello won de vereniging de eerste prijs. Het treintje zou na die overwinning nog vaak als melkkoe dienen voor de kas van de buurtvereniging.
Hoofdplaats: Vriezenveen     
Dorpen: Geerdijk · Den Ham · De Pollen · Kloosterhaar (deels) · Vroomshoop · Westerhaar-Vriezenveensewijk

Buurtschappen: Bruinehaar · De Garstelanden · Hallerhoek · Linde · Magele · Meer · Noord-Meer · Weitemanslanden · Westerhoeven

Voormalige gemeenten: Den Ham · Vriezenveen

Overijssel · Steden en dorpen in Overijssel      Nederland · Provincies · Gemeenten